# Bondaogtenga
Bondaogtenga est une localité située dans le département de Yé de la province du Nayala dans la région de la Boucle du Mouhoun au Burkina Faso.